# Fusfinolhu
Fusfinolhu (ou Fushi Finolhu) est une petite île inhabitée des Maldives. L'île a désormais quasi-disparu.

## Géographie
Fusfinolhu est située dans le centre des Maldives, à l'Est de l'atoll Ari, dans la subdivision de Alif Alif. 